# Eugenia psiloclada
Eugenia psiloclada är en myrtenväxtart som beskrevs av Ignatz Urban. Eugenia psiloclada ingår i släktet Eugenia och familjen myrtenväxter. Inga underarter finns listade i Catalogue of Life.